# Denneville
Denneville település Franciaországban, Manche megyében. Lakosainak száma 571 fő (2018. január 1.). Denneville Baudreville, Canville-la-Rocque, Saint-Lô-d’Ourville, Saint-Rémy-des-Landes és Saint-Sauveur-de-Pierrepont községekkel határos.

## Népesség
A település népességének változása:
| Lakosok száma | 506  | 639  | 466  | 478  | 524  | 568  | 586  | 590  | 568  | 571  |
|               | 1968 | 1975 | 1982 | 1999 | 2006 | 2011 | 2013 | 2016 | 2017 | 2018 |